# Cayratia
Cayratia es un género  de plantas que pertenece a la familia de la vid (Vitaceae). Comprende aproximadamente 45 especies, algunas de ellas valiosas y útiles para el ser humano.

## Especies selectas
- Cayratia acris
- Cayratia cardiophylla
- Cayratia clematidea
- Cayratia eurynema
- Cayratia japonica
- Cayratia maritima
- Cayratia mollissima
- Cayratia pedata
- Cayratia pseudotrifolia
- Cayratia saponaria
- Cayratia trifolia